# Copa do Nordeste 2018
Die Copa do Nordeste 2018 war die 15. Austragung der Copa do Nordeste, eines regionalen Fußballpokalwettbewerbs in Brasilien, der vom nationalen Fußballverband CBF in Zusammenarbeit mit den Verbänden der teilnehmenden Bundesstaaten organisiert wurde. Es startete am 15. August 2017 und endete am 7. Juli 2018. Der Turniersieger sicherte sich einen Achtelfinalplatz im Copa do Brasil 2019.

## Modus
Der Austragungsmodus wurde im Vorjahresvergleich geändert. Von den 20 Teilnehmern mussten acht in einer Qualifikationsrunde den Einzug in die Gruppenphase ausspielen. In dieser sollten nur noch 16 anstatt 20 Klubs antreten. In der Gruppenphasen wurden die Begegnungen mit Hin- und Rückspiel ausgetragen. Die 16 Teilnehmer trafen in vier Gruppen zu je vier Klubs aufeinander. Die jeweiligen Gruppenbesten und die besten Gruppenzweiten zogen in die zweite Runde ein. Diese wurde im Pokalmodus ab einem Viertelfinale ebenfalls Hin- und Rückspielen bis zu den Finals ausgespielt.
Die Aufteilung der Klubs für die Qualifizierungsrunde und Gruppenphase wurde wie folgt festgelegt:
- Gruppenphase: 12 Klubs
  - 6 Klubs, die sich als die zwei besten aus Bahia, Ceará und Pernambuco, qualifiziert haben.
  - 6 Beste Klubs aus Alagoas, Maranhão, Paraíba, Piauí, Rio Grande do Norte und Sergipe.
- Qualifikationsphase: 8 Klubs
  - 2 Klubs, die sich als Dritter qualifiziert haben aus Bahia und Pernambuco.
  - 6 Klubs, die sich als Zweiter qualifiziert haben aus Alagoas, Maranhão, Paraíba, Piauí, Rio Grande do Norte und Sergipe

## Teilnehmer
Das Teilnehmerfeld bestand aus 20 Klubs. Diese kamen aus den Bundesstaaten Alagoas, Bahia, Ceará, Maranhão, Paraíba, Pernambuco, Piauí, Rio Grande do Norte und Sergipe.
Die Teilnehmer waren:
| Bundesstaat         | Klub                    | Qualifizierung        | Einstieg             |
| ------------------- | ----------------------- | --------------------- | -------------------- |
| Alagoas             | CS Alagoano             | 2. Staatsmeister 2017 | Qualifizierungsrunde |
| Alagoas             | Clube de Regatas Brasil | Staatsmeister 2017    | Gruppenphase         |
| Bahia               | EC Bahia                | 2. Staatsmeister 2017 | Gruppenphase         |
| Bahia               | Fluminense de Feira FC  | 3. Staatsmeister 2017 | Qualifizierungsrunde |
| Bahia               | EC Vitória              | Staatsmeister 2017    | Gruppenphase         |
| Ceará               | Ceará SC                | Staatsmeister 2017    | Gruppenphase         |
| Ceará               | Ferroviário AC (CE)     | 2. Staatsmeister 2017 | Gruppenphase         |
| Maranhão            | Cordino EC              | 2. Staatsmeister 2017 | Qualifizierungsrunde |
| Maranhão            | Sampaio Corrêa FC       | Staatsmeister 2017    | Gruppenphase         |
| Paraíba             | Botafogo FC (PB)        | Staatsmeister 2017    | Gruppenphase         |
| Paraíba             | FC Treze                | 2. Staatsmeister 2017 | Qualifizierungsrunde |
| Pernambuco 1        | Náutico Capibaribe 2    | 4. Staatsmeister 2017 | Qualifizierungsrunde |
| Pernambuco 1        | Salgueiro AC            | 2. Staatsmeister 2017 | Gruppenphase         |
| Pernambuco 1        | Santa Cruz FC           | 3. Staatsmeister 2017 | Gruppenphase         |
| Piauí               | AA Altos                | Staatsmeister 2017    | Gruppenphase         |
| Piauí               | Parnahyba SC            | 2. Staatsmeister 2017 | Qualifizierungsrunde |
| Rio Grande do Norte | ABC Natal               | Staatsmeister 2017    | Gruppenphase         |
| Rio Grande do Norte | Globo FC                | 2. Staatsmeister 2017 | Qualifizierungsrunde |
| Sergipe             | AD Confiança            | Staatsmeister 2017    | Gruppenphase         |
| Sergipe             | AO Itabaiana            | 2. Staatsmeister 2017 | Qualifizierungsrunde |

## Qualifizierungsrunde
Für die Zuordnung der Teilnehmer zu den Gruppen wurden zwei Lostöpfe gebildet. Die Teilnehmer wurden in der Reihenfolge ihres Rankings beim CBF zugeordnet. Die Auslosung der Paarungen fand am 3. Juli 2017 statt.
| Topf A                  | Topf B                       |
| ----------------------- | ---------------------------- |
| Náutico Capibaribe (29) | Parnahyba SC (100)           |
| FC Treze (69)           | AO Itabaiana (117)           |
| Globo FC (77)           | Fluminense de Feira FC (131) |
| CS Alagoano (90)        | Cordino EC (−)               |

| Datum         |                        | Gesamt          |                    | Hinspiel  | Rückspiel |
| ------------- | ---------------------- | --------------- | ------------------ | --------- | --------- |
| 15.08./22.08. | Parnahyba SC           | 0:5             | CS Alagoano        | 0:1 (0:1) | 0:4 (0:2) |
| 16.08./09.06. | Fluminense de Feira FC | 1:3             | Globo FC           | 1:1 (1:0) | 0:2 (0:1) |
| 04.01./11.01. | Cordino EC             | 1:2             | FC Treze           | 1:1 (0:1) | 0:1 (0:0) |
| 08.01./13.01. | AO Itabaiana           | 0:0 (4:5 i. E.) | Náutico Capibaribe | 0:0       | 0:0       |

## Gruppenphase
Für die Zuordnung der Teilnehmer zu den Gruppen wurden vier Lostöpfe gebildet. Die Teilnehmer wurden in der Reihenfolge ihres Rankings beim CBF zugeordnet.
| Topf A             | Topf B                       | Topf C                  | Topf D                  |
| ------------------ | ---------------------------- | ----------------------- | ----------------------- |
| EC Vitória (20)    | ABC Natal (31)               | Salgueiro AC (49)       | Náutico Capibaribe (29) |
| EC Bahia (21)      | Sampaio Corrêa FC (36)       | AD Confiança (56)       | FC Treze (69)           |
| Ceará SC (23)      | Clube de Regatas Brasil (37) | AA Altos (136)          | Globo FC (77)           |
| Santa Cruz FC (26) | Botafogo FC (PB) (46)        | Ferroviário AC (CE) (−) | CS Alagoano (90)        |

### Gruppe A
| Pl. | Verein                  | Sp. | S | U | N | Tore    | Diff. | Punkte |
| --- | ----------------------- | --- | - | - | - | ------- | ----- | ------ |
| 1.  | Santa Cruz FC           | 6   | 3 | 3 | 0 | 011:400 | +7    | 12     |
| 2.  | Clube de Regatas Brasil | 6   | 3 | 2 | 1 | 010:700 | +3    | 11     |
| 3.  | AD Confiança            | 6   | 1 | 2 | 3 | 008:130 | −5    | 05     |
| 4.  | FC Treze                | 6   | 1 | 1 | 4 | 006:110 | −5    | 04     |

|             | Ergebnis  |            | Ort                            |
| ----------- | --------- | ---------- | ------------------------------ |
| 16. Januar  |           |            |                                |
| Treze       | 1:2 (0:0) | CRB        | Presidente Vargas (CE)         |
| Confiança   | 1:1 (0:1) | Santa Cruz | Batistão                       |
| 1. Februar  |           |            |                                |
| CRB         | 3:1 (0:0) | Confiança  | Trapichão                      |
| 6. Februar  |           |            |                                |
| Santa Cruz  | 3:0 (2:0) | Treze      | Arrudão                        |
| 20. Februar |           |            |                                |
| Santa Cruz  | 2:1 (0:1) | CRB        | Arrudão                        |
| 22. Februar |           |            |                                |
| Confiança   | 2:1 (2:1) | Treze      | Batistão                       |
| 10. März    |           |            |                                |
| CRB         | 1:1 (1:0) | Santa Cruz | Trapichão                      |
| 12. März    |           |            |                                |
| Treze       | 3:2 (2:1) | Confiança  | Presidente Vargas (CE)         |
| 22. März    |           |            |                                |
| Confiança   | 1:1 (0:0) | CRB        | Batistão (1.584)               |
| Treze       | 0:0       | Santa Cruz | Presidente Vargas (CE) (3.799) |
| 28. März    |           |            |                                |
| CRB         | 2:1 (1:0) | Treze      | Trapichão                      |
| Santa Cruz  | 4:1 (3:1) | Confiança  | Arrudão (518)                  |

### Gruppe B
| Pl. | Verein              | Sp. | S | U | N | Tore    | Diff. | Punkte |
| --- | ------------------- | --- | - | - | - | ------- | ----- | ------ |
| 1.  | EC Vitória          | 6   | 4 | 1 | 1 | 017:100 | +7    | 13     |
| 2.  | ABC Natal           | 6   | 4 | 1 | 1 | 015:800 | +7    | 13     |
| 3.  | Globo FC            | 6   | 2 | 1 | 3 | 005:800 | −3    | 07     |
| 4.  | Ferroviário AC (CE) | 6   | 0 | 1 | 5 | 004:150 | −11   | 01     |

|             | Ergebnis  |             | Ort                          |
| ----------- | --------- | ----------- | ---------------------------- |
| 16. Januar  |           |             |                              |
| Globo       | 1:2 (1:1) | Vitória     | Barrettão                    |
| 18. Januar  |           |             |                              |
| Ferroviário | 1:3 (0:2) | ABC         | Elzir Cabral                 |
| 31. Januar  |           |             |                              |
| ABC         | 2:0 (1:0) | Globo       | Frasqueirão                  |
| 1. Februar  |           |             |                              |
| Vitória     | 4:1 (1:0) | Ferroviário | Barradão                     |
| 10. Februar |           |             |                              |
| ABC         | 3:1 (1:1) | Vitória     | Frasqueirão                  |
| 21. Februar |           |             |                              |
| Ferroviário | 0:0       | Globo       | Presidente Vargas (CE) (531) |
| 10. März    |           |             |                              |
| Globo       | 1:0 (0:0) | Ferroviário | Barrettão (87)               |
| 11. März    |           |             |                              |
| Vitória     | 3:3 (0:2) | ABC         | Barradão                     |
| 20. März    |           |             |                              |
| Globo       | 2:1 (1:0) | ABC         | Barrettão (265)              |
| 21. März    |           |             |                              |
| Ferroviário | 1:4 (0:3) | Vitória     | Elzir Cabral (81)            |
| 27. März    |           |             |                              |
| Vitória     | 3:1 (2:1) | Globo       | Barradão                     |
| ABC         | 3:1 (1:0) | Ferroviário | Frasqueirão                  |

### Gruppe C
| Pl. | Verein             | Sp. | S | U | N | Tore    | Diff. | Punkte |
| --- | ------------------ | --- | - | - | - | ------- | ----- | ------ |
| 1.  | EC Bahia           | 6   | 4 | 0 | 2 | 011:500 | +6    | 12     |
| 2.  | Botafogo FC (PB)   | 6   | 3 | 1 | 2 | 004:400 | ±0    | 10     |
| 3.  | Náutico Capibaribe | 6   | 2 | 2 | 2 | 008:800 | ±0    | 08     |
| 4.  | AA Altos           | 6   | 0 | 3 | 3 | 006:120 | −6    | 03     |

|             | Ergebnis  |          | Ort                      |
| ----------- | --------- | -------- | ------------------------ |
| 17. Januar  |           |          |                          |
| Náutico     | 2:2 (2:1) | Altos    | Arena Pernambuco         |
| 18. Januar  |           |          |                          |
| Bahia       | 0:1 (0:1) | Botafogo | Fonte Nova (11.343)      |
| 30. Januar  |           |          |                          |
| Altos       | 0:2 (0:0) | Bahia    | Albertão                 |
| 8. Februar  |           |          |                          |
| Botafogo    | 2:1 (2:1) | Náutico  | Almeidão                 |
| 15. Februar |           |          |                          |
| Botafogo    | 1:0 (0:0) | Altos    | Almeidão                 |
| 12. Februar |           |          |                          |
| Bahia       | 2:1 (0:1) | Náutico  | Fonte Nova (7.941)       |
| 10. März    |           |          |                          |
| Náutico     | 1:0 (1:0) | Bahia    | Arena Pernambuco         |
| 12. März    |           |          |                          |
| Altos       | 0:0       | Botafogo | Albertão (183)           |
| 20. März    |           |          |                          |
| Bahia       | 5:2 (0:0) | Altos    | Fonte Nova               |
| 22. März    |           |          |                          |
| Náutico     | 1:0 (1:0) | Botafogo | Arena Pernambuco (3.277) |
| 29. März    |           |          |                          |
| Altos       | 2:2 (2:2) | Náutico  | Albertão (409)           |
| Botafogo    | 0:2 (0:2) | Bahia    | Almeidão                 |

### Gruppe D
| Pl. | Verein            | Sp. | S | U | N | Tore    | Diff. | Punkte |
| --- | ----------------- | --- | - | - | - | ------- | ----- | ------ |
| 1.  | Ceará SC          | 6   | 4 | 1 | 1 | 012:300 | +9    | 13     |
| 2.  | Sampaio Corrêa FC | 6   | 2 | 3 | 1 | 007:300 | +4    | 09     |
| 3.  | CS Alagoano       | 6   | 0 | 5 | 1 | 003:400 | −1    | 05     |
| 4.  | Salgueiro AC      | 6   | 0 | 3 | 3 | 001:130 | −12   | 03     |

|                | Ergebnis  |                | Ort               |
| -------------- | --------- | -------------- | ----------------- |
| 16. Januar     |           |                |                   |
| Salgueiro      | 0:2 (0:2) | Ceará          | Salgueirão        |
| 18. Januar     |           |                |                   |
| CSA            | 1:1 (0:1) | Sampaio Corrêa | Trapichão (6.856) |
| 30. Januar     |           |                |                   |
| Ceará          | 1:0 (1:0) | CSA            | Vovozão           |
| 15. Februar    |           |                |                   |
| Sampaio Corrêa | 4:0 (2:0) | Salgueiro      | Castelão (MA)     |
| Sampaio Corrêa | 1:0 (0:0) | Ceará'         | Castelão (MA)     |
| 21. Februar    |           |                |                   |
| CSA            | 1:1 (1:0) | Salgueiro      | Trapichão         |
| 10. März       |           |                |                   |
| Ceará          | 2:1 (1:1) | Sampaio Corrêa | Castelão (CE)     |
| Salgueiro      | 0:0       | CSA            | Salgueirão        |
| 20. März       |           |                |                   |
| Salgueiro      | 0:0       | Sampaio Corrêa | Salgueirão (600)  |
| CSA            | 1:1 (0:0) | Ceará          | Trapichão         |
| 29. März       |           |                |                   |
| ABC            | 6:0 (3:0) | Salgueiro      | Vovozão           |
| Sampaio Corrêa | 0:0       | CSA            | Castelão (MA)     |

## Finalrunde

### Turnierplan
|  | Viertelfinale       | Viertelfinale       | Viertelfinale | Viertelfinale | Viertelfinale |          |                | Halbfinale     | Halbfinale | Halbfinale | Halbfinale | Halbfinale |  |  | Finale | Finale | Finale | Finale | Finale |
|  |                     |                     |               |               |               |          |                |                |            |            |            |            |  |  |        |        |        |        |        |
|  | Maranhão            | Sampaio Corrêa      | 3             | 0             | 3             |          |                |                |            |            |            |            |  |  |        |        |        |        |        |
|  | Bahia               | Vitória             | 0             | 0             | 0             |          |                |                |            |            |            |            |  |  |        |        |        |        |        |
|  | Bahia               | Vitória             | 0             | 0             | 0             | Maranhão | Sampaio Corrêa | 1              | 1          | 2          |            |            |  |  |        |        |        |        |        |
|  |                     |                     |               |               |               | Maranhão | Sampaio Corrêa | 1              | 1          | 2          |            |            |  |  |        |        |        |        |        |
|  |                     | Rio Grande do Norte | ABC           | 0             | 1             | 1        |                |                |            |            |            |            |  |  |        |        |        |        |        |
|  | Rio Grande do Norte | Rio Grande do Norte | ABC           | 0             | 1             | 1        | ABC            | 0              | 4          | 5          |            |            |  |  |        |        |        |        |        |
|  | Rio Grande do Norte |                     |               |               |               |          | ABC            | 0              | 4          | 5          |            |            |  |  |        |        |        |        |        |
|  | Pernambuco          | Santa Cruz          | 0             | 1             | 1             |          |                |                |            |            |            |            |  |  |        |        |        |        |        |
|  |                     |                     |               |               |               |          | Maranhão       | Sampaio Corrêa | 1          | 0          | 1          |            |  |  |        |        |        |        |        |
|  |                     | Bahia               | Bahia         | 0             | 0             | 0        |                |                |            |            |            |            |  |  |        |        |        |        |        |
|  | Alagoas             | CRB                 | 3             | 0             | 3             |          |                |                |            |            |            |            |  |  |        |        |        |        |        |
|  | Ceará               | Ceará               | 3             | 0             | 3             |          |                |                |            |            |            |            |  |  |        |        |        |        |        |
|  | Ceará               | Ceará               | 3             | 0             | 3             | Ceará    | Ceará          | 0              | 0          | 0          |            |            |  |  |        |        |        |        |        |
|  |                     |                     |               |               |               | Ceará    | Ceará          | 0              | 0          | 0          |            |            |  |  |        |        |        |        |        |
|  |                     | Bahia               | Bahia         | 1             | 0             | 1        |                |                |            |            |            |            |  |  |        |        |        |        |        |
|  | Paraíba             | Bahia               | Bahia         | 1             | 0             | 1        | Botafogo       | 1              | 0          | 1          |            |            |  |  |        |        |        |        |        |
|  | Paraíba             |                     |               |               |               |          | Botafogo       | 1              | 0          | 1          |            |            |  |  |        |        |        |        |        |
|  | Bahia               | Bahia               | 2             | 0             | 2             |          |                |                |            |            |            |            |  |  |        |        |        |        |        |

### Viertelfinale
| Datum     |                  | Ergebnis  |                  | Stadion (Zuschauer) |
| --------- | ---------------- | --------- | ---------------- | ------------------- |
| 26. April | Botafogo FC (PB) | 1:2 (0:1) | EC Bahia         | Almeidão (2.952)    |
| 3. Mai    | EC Bahia         | 0:0       | Botafogo FC (PB) | Fonte Nova (6.992)  |
| Gesamt:   | Botafogo FC (PB) | 1:2       | EC Bahia         | (9.944)             |

| Datum   |               | Ergebnis  |               | Stadion (Zuschauer) |
| ------- | ------------- | --------- | ------------- | ------------------- |
| 1. Mai  | ABC Natal     | 1:0 (1:0) | Santa Cruz FC | Frasqueirão (2.172) |
| 22. Mai | Santa Cruz FC | 1:4 (0:3) | ABC Natal     | Arrudão (7.950)     |
| Gesamt: | ABC Natal     | 5:1       | Santa Cruz FC | (10.122)            |

| Datum   |                         | Ergebnis  |                         | Stadion (Zuschauer)   |
| ------- | ----------------------- | --------- | ----------------------- | --------------------- |
| 10. Mai | Clube de Regatas Brasil | 3:3 (2:2) | Ceará SC                | Trapichão (6.838)     |
| 23. Mai | Ceará SC                | 0:0       | Clube de Regatas Brasil | Castelão (CE) (8.857) |
| Gesamt: | Clube de Regatas Brasil | (a)3:3(a) | Ceará SC                | (15.695)              |

| Datum   |                   | Ergebnis  |                   | Stadion (Zuschauer)   |
| ------- | ----------------- | --------- | ----------------- | --------------------- |
| 16. Mai | Sampaio Corrêa FC | 3:0 (1:0) | EC Vitória        | Castelão (MA) (6.728) |
| 29. Mai | EC Vitória        | 0:0       | Sampaio Corrêa FC | Barradão (7.304)      |
| Gesamt: | Sampaio Corrêa FC | 3:0       | EC Vitória        | (14.032)              |

### Halbfinale
| Datum    |                   | Ergebnis  |                   | Stadion (Zuschauer)   |
| -------- | ----------------- | --------- | ----------------- | --------------------- |
| 19. Juni | Sampaio Corrêa FC | 1:0 (0:0) | ABC Natal         | Castelão (MA) (4.826) |
| 28. Juni | ABC Natal         | 1:1 (0:0) | Sampaio Corrêa FC | Frasqueirão (3.387)   |
| Gesamt:  | Sampaio Corrêa FC | 2:1       | ABC Natal         | (8.213)               |

| Datum    |          | Ergebnis  |          | Stadion (Zuschauer)    |
| -------- | -------- | --------- | -------- | ---------------------- |
| 21. Juni | Ceará SC | 0:1 (0:0) | EC Bahia | Castelão (CE) (13.894) |
| 26. Juni | EC Bahia | 0:0       | Ceará SC | Fonte Nova (16.052)    |
| Gesamt:  | Ceará SC | 0:1       | EC Bahia | (29.946)               |

### Finale

#### Hinspiel
| Sampaio Corrêa FC                                         | Sampaio Corrêa FC | EC Bahia | EC Bahia |
| --------------------------------------------------------- | --- | --- | -------- |
| Sampaio Corrêa FC                                         | \| 4. Juli 2018 in São Luís (Castelão (MA)) \| \| Ergebnis: 1:0 (1:0) \| \| Zuschauer: 18.021 \| \| Schiedsrichter: Luiz César de Oliveira Magalhães ( Ceará) \| \| Spielbericht \|                                                                                               | \| 4. Juli 2018 in São Luís (Castelão (MA)) \| \| Ergebnis: 1:0 (1:0) \| \| Zuschauer: 18.021 \| \| Schiedsrichter: Luiz César de Oliveira Magalhães ( Ceará) \| \| Spielbericht \| | EC Bahia |
| Sampaio Corrêa FC                                         | Andrey – Bruno Moura, Joecio, Maracás, Alyson – William, Diego Silva 75., Fernando Sobral, Danielzinho 86. – João Paulo 1' 80., Uilliam Barros Reserve Warleson, Fredson, João Vitor, Kaike, Adniellyson 75., Rodrigo Fumaça 80., Carlão 86., Alvaro Cheftrainer: Roberto Fonseca | Anderson – Nino Paraíba, Tiago Pagnussat, Lucas Fonseca, Léo Pelé – Edson, Gregore, Zé Rafael, Eugenio Mena 62. – Regis 71., Júnior Brumado 83. Reserve Fernando Castro, Jackson, Douglas Grolli, Flávio Medeiros, Élber 62., Agustín Allione, Vina 71., Nilton, Geovane Itinga Cheftrainer: Enderson Moreira | EC Bahia |
| Sampaio Corrêa FC                                         | 1:0 Barros (1.) | | EC Bahia |
| Sampaio Corrêa FC                                         | Nino Paraíba (65.) | | EC Bahia |
| 4. Juli 2018 in São Luís (Castelão (MA))                  | | |          |
| Ergebnis: 1:0 (1:0)                                       | | |          |
| Zuschauer: 18.021                                         | | |          |
| Schiedsrichter: Luiz César de Oliveira Magalhães ( Ceará) | | |          |
| Spielbericht                                              | | |          |

#### Rückspiel
| EC Bahia                                                              | EC Bahia | Sampaio Corrêa FC | Sampaio Corrêa FC |
| --------------------------------------------------------------------- | --- | --- | ----------------- |
| EC Bahia                                                              | \| 7. Juli 2018 in Salvador (Fonte Nova) \| \| Ergebnis: 0:0 \| \| Zuschauer: 45.328 \| \| Schiedsrichter: Pablo Ramon Gonçalves Pinheiro ( Rio Grande do Norte) \| \| Spielbericht \| | \| 7. Juli 2018 in Salvador (Fonte Nova) \| \| Ergebnis: 0:0 \| \| Zuschauer: 45.328 \| \| Schiedsrichter: Pablo Ramon Gonçalves Pinheiro ( Rio Grande do Norte) \| \| Spielbericht \| | Sampaio Corrêa FC |
| EC Bahia                                                              | Anderson – Flávio Medeiros 62., Tiago Pagnussat, Lucas Fonseca, Léo Pelé – Gregore, Elton, Zé Rafael, Regis 73. – Élber 77., Edigar Junio Reserve Fernando Castro, Jackson, Éverson, Douglas Grolli, Eugenio Mena, Vina 62., Edson, Agustín Allione 73., Nilton, Geovane Itinga, Júnior Brumado 77., Marco Antonio Cheftrainer: Enderson Moreira | Andrey – Bruno Moura, Joecio, Maracás, Alyson – William, Diego Silva 71., Fernando Sobral, Danielzinho 67. – João Paulo 79., Uilliam Barros Reserve Warleson, Fredson, Kaike, César Sampaio, Adniellyson 71., Wellington Rato 79., Rodrigo Fumaça 67., Carlão Cheftrainer: Roberto Fonseca | Sampaio Corrêa FC |
| EC Bahia                                                              | Gregore (1.), Pagnussat (74.), Vina (90.+4'), Anderson (90.+6') | Barros (18.), Joecio (20.), Sobral (39.), Pereira (42.), Diego Silva (65.), Danielzinho (67.), Maracás (69.), William (70.), João Paulo (79.) | Sampaio Corrêa FC |
| EC Bahia                                                              | Barros (90.) | | Sampaio Corrêa FC |
| 7. Juli 2018 in Salvador (Fonte Nova)                                 | | |                   |
| Ergebnis: 0:0                                                         | | |                   |
| Zuschauer: 45.328                                                     | | |                   |
| Schiedsrichter: Pablo Ramon Gonçalves Pinheiro ( Rio Grande do Norte) | | |                   |
| Spielbericht                                                          | | |                   |